# سیارک ۱۳۷۳۳
سیارک ۱۳۷۳۳ (به انگلیسی: 13733 Dylanyoung، نامگذاری:1998RA59) سیزده هزار و هفتصد و سی و سومین سیارک کشف شده‌است که در ۱۴ سپتامبر ۱۹۹۸ کشف شد.
قدر مطلق سیارک برابر ۱۸.۶ است.